# 쿠세리 전투
쿠세리 전투는 현대 차드의 샤리-바기르미주를 점령하려는 프랑스의 계획에서 시작되었다. 1899년-1900년, 프랑스는 세 개의 무장 부대를 조직했는데, 하나는 콩고에서 북쪽으로, 다른 하나는 니제르에서 동쪽으로, 또 다른 하나는 알제리에서 남쪽으로 진격했다. 목표는 서아프리카에 있는 모든 프랑스 영토를 연결하는 것이었고, 이는 1900년 4월 21일 현대 차드의 샤리강 오른쪽 강변, 현재 북부 카메룬의 쿠세리 맞은편에서 달성되었다.

## 전초전
1899년, 수단의 전쟁 군주 라비흐 앗 주바이르는 약 10,000명의 보병과 기병을 동원할 수 있었는데, 모두 소총으로 무장하고 있었고(400정의 소총을 제외하면 대부분 구식이었다), 더 많은 수의 창이나 활로 무장한 보조 병력도 있었다. 그의 병력은 바가라와 카르나크 로곤에 요새화된 주둔지를 보유하고 있었다.
1899년, 라비흐는 디코아에서 프랑스 대표 페르디낭 드 베하글을 맞이했다. 그들 간의 회담은 결렬되었고, 베하글은 체포되었다. 1899년 7월 17일, 프랑스가 라비흐에 대항하기 위해 파견한 브레토네 중위는 현재의 사르에 있는 샤리강 가장자리의 토그바오에서 대부분의 부하들과 함께 사망했다. 라비흐는 이 승리를 통해 3문의 대포를 얻었고(프랑스는 나중에 쿠세리에서 이를 되찾았다), 디코아에 남겨둔 그의 아들 파들랄라에게 베하글을 교수형에 처하라고 명령했다.
이에 대응하여 가봉에서 출발하여 에밀 장틸이 이끄는 프랑스 부대는 증기선 레옹 블로트의 지원을 받아 연말에 코우노에서 라비흐와 대치했다. 프랑스군은 손실을 입고 후퇴했지만, 재편성하여 쿠세리 마을로 계속 나아갔다. 이곳에서 그들은 알제리에서 출발한 라미 부대와 니제르에서 출발한 이전 불레-샤누안 원정대와 합류했다. 이 부대는 불레와 샤누안이 지역 주민들에 대한 원정대의 잔혹 행위 소식이 유럽 언론에 전해지자 자신들을 해임하러 온 프랑스 장교를 살해한 후 조알랑-메니에가 지휘하게 되었다. 라미는 연합군의 지휘권을 맡았다.

## 전투
라비흐와 프랑스군 사이의 최후의 대결은 1900년 4월 22일에 벌어졌다. 프랑스군은 700명의 병력과 동맹군인 바기르미아인들이 제공한 600명의 소총수 및 200명의 기병으로 구성되었다. 쿠세리를 떠난 프랑스군은 세 개의 부대로 나뉘어 라비흐의 진영을 공격했고, 이어진 전투에서 프랑스 사령관 소령 아메데 프랑수아 라미가 전사했다. 그러나 라비흐의 병력은 압도당했고, 샤리강을 건너 도망치려던 중 라비흐는 중앙아프리카 원정대의 산병에게 머리에 총을 맞았다. 라비흐의 시신에 보너스가 있다는 말을 들은 산병은 전장으로 돌아와 라비흐의 머리와 오른손을 가져왔다.
사상자는 프랑스군 측에서 사망자 28명, 부상자 75명에 달했고, 라비흐 측에서는 여성과 어린이를 포함하여 사망자 1,000~1,500명, 부상자 3,000명 이상이 발생했다.

## 중요성
라비흐 군대의 패배로 프랑스는 차드 대부분에 대한 통제권을 확보했으며, 이는 프랑스 식민제국의 일부가 되었다. 악명 높은 불레-샤누안 원정대의 현대 부르키나파소와 니제르를 통한 행진은 이 지역에 명목상의 보호령 지위를 부여했고, 알제리에서 온 병력은 사하라 사막을 가로지르는 정복과 행정이 가능하다는 것을 보여주었다. 이들과 함께 가봉에서 온 장틸의 임무는 프랑스와 영국의 제국주의적 통제의 실질적인 국경을 정의하는 데 도움이 되었고, 아프리카에서 가장 안정적인 세 프랑스 식민지 영토(세네갈과 상부 나이저강 계곡, 가봉과 콩고-브라자빌, 알제리)를 연결했다. 프랑스 식민 역사에서 쿠세리 전투는 일반적으로 아프리카 분할의 종착점이자 프랑스령 서아프리카와 프랑스령 적도 아프리카의 "평정" 단계의 시작으로 여겨진다.

## 갤러리

전투 후 전리품이 된 라비흐의 머리.
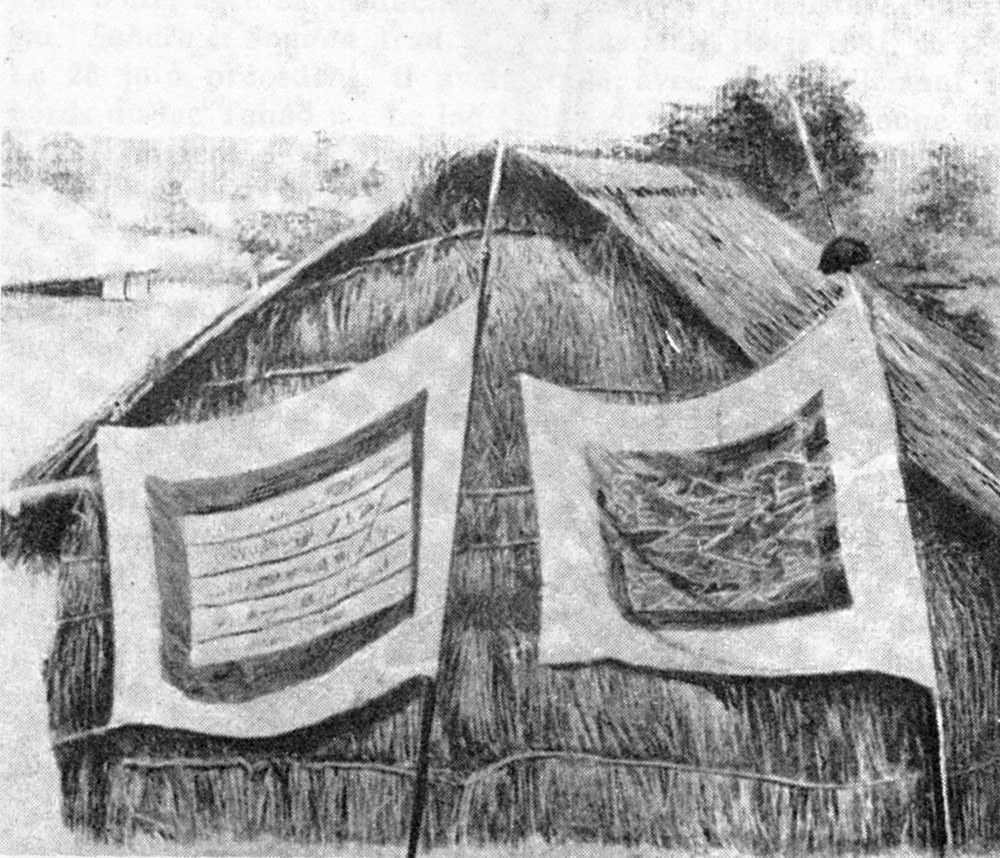
전투 후 프랑스군에 의해 노획된 라비흐의 전투 깃발.
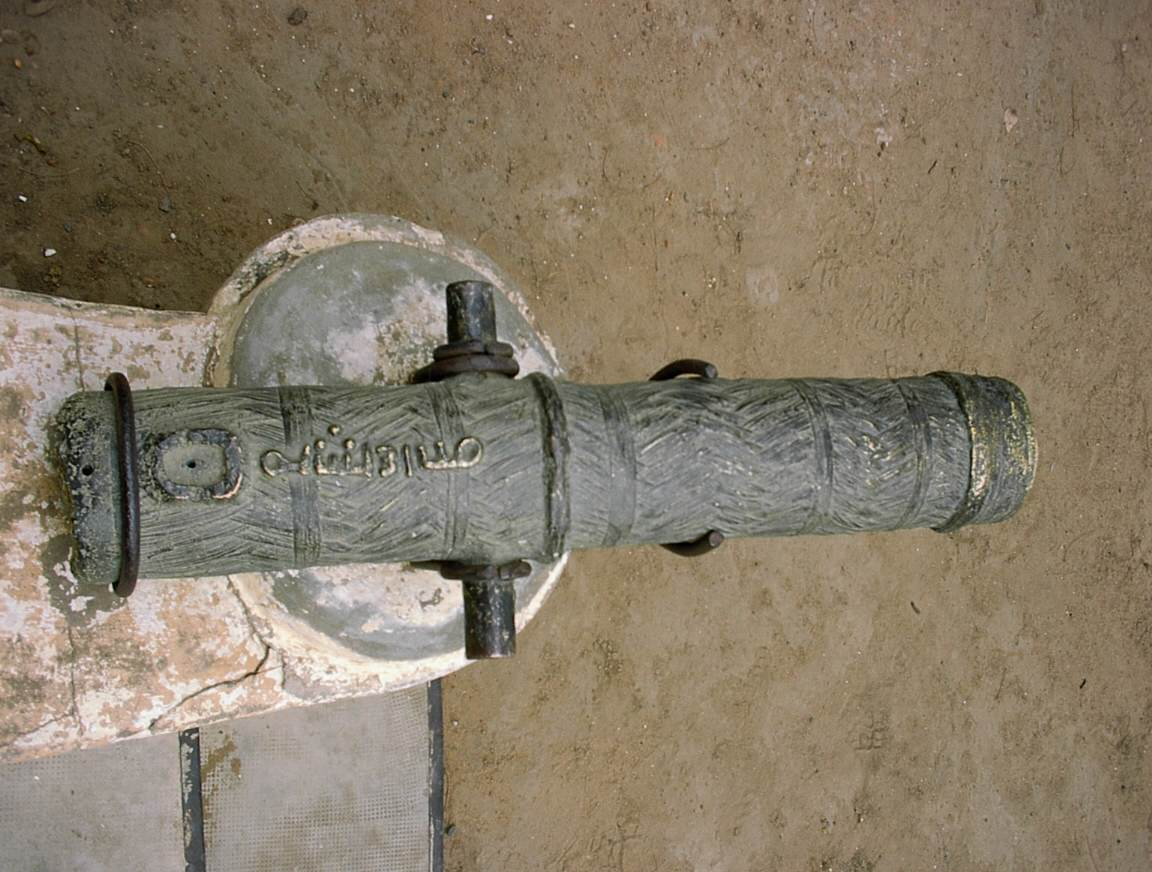
프랑스군에 의해 노획된 라비흐의 대포 중 하나.